# Olympische Winterspelen 1960
De VIIIe Olympische Winterspelen werden in 1960 gehouden in Squaw Valley, in de Verenigde Staten. Ook Innsbruck, Sankt Moritz en Garmisch-Partenkirchen stelden zich kandidaat.
Toen in 1955 werd besloten dat Squaw Valley de Spelen mocht organiseren, had het "dorp" slechts één inwoner: de organisator van de Spelen, Alexander Cushing. Nadat de organisatie aan het skioord was toegewezen, werden in hoog tempo de benodigde voorzieningen uit de grond gestampt.

## Hoogtepunten
- De score werd voor het eerst deels met computers vastgelegd. De met glas afgeschermde IBM-computers trokken een groot aantal belangstellenden.
- Voor het eerst en ook voor de laatste keer werden alle atleten ondergebracht onder hetzelfde dak.
- De openings- en sluitingsceremonie werd georganiseerd onder leiding van Walt Disney.
- Voor het eerst mochten vrouwen deelnemen aan het schaatsen. De eerste vrouwelijk olympisch schaatskampioene was de Oost-Duitse Helga Haase. Zij won goud op de 500 m, voor de Russische Natalja Dontsjenko. Lidija Skoblikova uit de Sovjet-Unie wist de 1500 meter en de drie kilometer te winnen. Tijdens de Spelen van 1964 won zij zelfs alle vier de afstanden.
- Verder stond voor het eerst voor de mannen de biatlon op het programma, een combinatie van langlaufen en schieten.
- Jean Vuarnet (Frankrijk, skiën) won als eerste een medaille op metalen ski's.
- Het bobsleeën stond niet op het programma omdat slechts negen landen aangaven dat zij hieraan deel zouden nemen, waarop het organisatiecomité besloot geen bobsleebaan te bouwen.
- In het alpineskiën nam de Oostenrijker Toni Sailer, die op de vorige Spelen nog drie keer goud had behaald, niet deel omdat hij gediskwalificeerd was.
- De Noor Knut Johannesen verbeterde het wereldrecord op de 10.000 meter (schaatsen) met 46 seconden. Hij was de eerste schaatser die de afstand onder de zestien minuten reed.
- De Amerikanen domineerden het kunstrijden op de schaats. David Jenkins won bij de mannen en Carol Heiss deed hetzelfde bij de vrouwen. Deze laatste had in Cortina d'Ampezzo al zilver gewonnen. Dave Jenkins volgde met zijn gouden medaille zijn broer Hayes Jenkins op.

## Belgische prestaties
- België nam niet deel aan deze Winterspelen.

## Nederlandse prestaties
- Tijdens de openingsceremonie werd het Nederlandse team (vijf mannen en twee vrouwen) voorafgegaan door Kees Broekman (schaatsen) die de vlag droeg.
- Kees Broekman nam voor de vierde en laatste maal deel aan de Spelen. Hij wist geen medailles toe te voegen aan de twee zilveren die hij gewonnen had bij de Spelen van 1952.
- Sjoukje Dijkstra werd tweede bij het kunstschaatsen en Jan Pesman wint brons op de vijf kilometer (schaatsen).

### Nederlandse medailles
| Medaille   | Winnaar          | Onderdeel          |
| ---------- | ---------------- | ------------------ |
| Zilver (1) | Sjoukje Dijkstra | kunstrijden        |
| Brons (1)  | Jan Pesman       | schaatsen, 5000 m. |

## Disciplines
Tijdens de Olympische Winterspelen van 1960 werd er gesport in vier takken van sport. In acht disciplines stonden 27 onderdelen op het programma.
| Sport        | Discipline         | Onderdelen                | Onderdelen            | Onderdelen                        | Onderdelen                        |
| ------------ | ------------------ | ------------------------- | --------------------- | --------------------------------- | --------------------------------- |
| Biatlon      | Biatlon            | 20 km (m)                 | 20 km (m)             | 20 km (m)                         | 20 km (m)                         |
| Schaatssport | Kunstrijden        | mannen                    | vrouwen               | paren                             | paren                             |
| Schaatssport | Schaatsen          | 500 m (m) 500 m (v)       | 1500 m (m) 1000 m (v) | 5000 m (m) 1500 m (v)             | 10.000 m (m) 3000 m (v)           |
| Skisport     | Alpineskiën        | afdaling (m) afdaling (v) | slalom (m) slalom (v) | reuzenslalom (m) reuzenslalom (v) | reuzenslalom (m) reuzenslalom (v) |
| Skisport     | Langlaufen         | 15 km (m) 10 km (v)       | 30 km (m)             | 50 km (m)                         | 4x10 km (m) 3x5 km (v)            |
| Skisport     | Noordse combinatie | individueel (m)           | individueel (m)       | individueel (m)                   | individueel (m)                   |
| Skisport     | Schansspringen     | individueel (m)           | individueel (m)       | individueel (m)                   | individueel (m)                   |
| IJshockey    | IJshockey          | mannen                    | mannen                | mannen                            | mannen                            |

### Mutaties
| Sport     | Nieuw                                      | Verdwenen (t.o.v. 1956)     | Wijzigingen/Opmerkingen |
| --------- | ------------------------------------------ | --------------------------- | ----------------------- |
| Biatlon   | 20 kilometer (m)                           |                             | Nieuw, debuut           |
| Bobsleeën |                                            | 2-mansbob (m) 4-mansbob (m) | helemaal verdwenen      |
| Schaatsen | 500 m (v) 1000 m (v) 1500 m (v) 3000 m (v) |                             | Nu 8 onderdelen         |
|           | 5                                          | 2                           | 0                       |

## Medaillespiegel
Er werden 81 medailles uitgereikt. Het IOC stelt officieel geen medailleklassement op, maar geeft desondanks een medailletabel ter informatie. In het klassement wordt eerst gekeken naar het aantal gouden medailles, vervolgens de zilveren medailles en tot slot de bronzen medailles.
In de volgende tabel staat de top-10 en het Nederlandse resultaat. Het gastland heeft een blauwe achtergrond en het grootste aantal medailles in elke categorie is vetgedrukt.
Zie de medaillespiegel van de Olympische Winterspelen 1960 voor de volledige weergave.
| Plaats | Land               | NOC | Goud | Zilver | Brons | Totaal |
| ------ | ------------------ | --- | ---- | ------ | ----- | ------ |
| 1      | Sovjet-Unie        | URS | 7    | 5      | 9     | 21     |
| 2      | Duits eenheidsteam | EUA | 4    | 3      | 1     | 8      |
| 3      | Verenigde Staten   | USA | 3    | 4      | 3     | 10     |
| 4      | Noorwegen          | NOR | 3    | 3      | 0     | 6      |
| 5      | Zweden             | SWE | 3    | 2      | 2     | 7      |
| 6      | Finland            | FIN | 2    | 3      | 3     | 8      |
| 7      | Canada             | CAN | 2    | 1      | 1     | 4      |
| 8      | Zwitserland        | SUI | 2    | 0      | 0     | 2      |
| 9      | Oostenrijk         | AUT | 1    | 2      | 3     | 6      |
| 10     | Frankrijk          | FRA | 1    | 0      | 2     | 3      |
| 11     | Nederland          | NED | 0    | 1      | 1     | 2      |

## Deelnemende landen
Dertig landen namen deel aan de Spelen. Zuid-Afrika debuteerde. Atleten uit Oost- en West-Duitsland kwamen in een verenigd team uit.